# Discografia formației Nine Inch Nails
Nine Inch Nails este o formație americană de industrial rock, înființată în 1988 de Trent Reznor. Până în prezent formația a lansat 8 albume de studio majore, dar și numeroase albume remix, single-uri și clipuri video. De asemenea Nine Inch Nails a contribuit la numeroase coloane sonore de film, dar și la jocul video Quake.

## Albume de studio
| 1989                                     | Pretty Hate Machine - Lansat: 20 octombrie 1989 - Label: TVT Records   | 75 | —  | —  | —  | —  | —   | —  | —  | —  | 67 | —  | US: 3× Platină UK: Argint                 |
| 1994                                     | The Downward Spiral - Lansat: 8 martie 1994 - Label: Nothing Records   | 2  | 12 | —  | 13 | —  | —   | —  | —  | 33 | 9  | 23 | US: 4× Platină CAN: 3× Platină UK: Aur    |
| 1999                                     | The Fragile - Lansat: 21 septembrie 1999 - Label: Nothing Records      | 1  | 2  | 14 | 2  | 10 | 27  | 17 | 9  | 18 | 10 | 28 | US: 2× Platină CAN: 2× Platină UK: Argint |
| 2005                                     | With Teeth - Lansat: 3 mai 2005 - Label: Interscope Records            | 1  | 10 | 4  | 2  | 9  | 12  | 9  | 14 | 6  | 3  | 13 | US: Aur CAN: Platină UK: Argint           |
| 2007                                     | Year Zero - Lansat: 17 aprilie 2007 - Label: Interscope Records        | 2  | 5  | 4  | 3  | 5  | 17  | 6  | 8  | 7  | 6  | 20 |                                           |
| 2008                                     | Ghosts I–IV - Lansat: 2 martie 2008 - Label: The Null Corporation      | 14 | 15 | 58 | 3  | —  | —   | 60 | —  | —  | 60 | 26 |                                           |
| 2008                                     | The Slip - Lansat: 5 mai 2008 - Label: The Null Corporation            | 13 | 22 | 45 | 12 | 24 | 177 | 33 | 38 | 35 | 25 | 23 |                                           |
| 2013                                     | Hesitation Marks - Lansat: 3 septembrie 2013 - Label: Columbia Records | 3  | 3  | 2  | 1  | 17 | 22  | 5  | 23 | 37 | 2  | 7  | CAN: Aur                                  |
| 2018                                     | Bad Witch                                                              |    |    |    |    |    |     |    |    |    |    |    |                                           |
| 2020                                     | Ghosts V: Together                                                     |    |    |    |    |    |     |    |    |    |    |    |                                           |
| 2020                                     | Ghosts VI: Locusts                                                     |    |    |    |    |    |     |    |    |    |    |    |                                           |
| "—" denotes releases that did not chart. |                                                                        |    |    |    |    |    |     |    |    |    |    |    |                                           |

^ I The Fragile is considered double platinum since it is a double album with length exceeding 100 minutes–the album shipped upwards of 1,200,000 units, which equals 2,400,000 discs total.

1992

## EP-uri
| An   | Detalii album                                                                 | Poziții în topuri | Poziții în topuri | Poziții în topuri | Poziții în topuri | Poziții în topuri | Certificări              |
| An   | Detalii album                                                                 | US                | CAN               | FRA               | UK                | NZ                | Certificări              |
| ---- | ----------------------------------------------------------------------------- | ----------------- | ----------------- | ----------------- | ----------------- | ----------------- | ------------------------ |
| 1992 | Broken (EP) - Lansat: 22 septembrie 1992 - Label: TVT Records/Nothing Records | 7                 | —                 | —                 | 18                | 46                | US: Platină CAN: Platină |
| 1992 | Fixed (EP) - Lansat: 7 decembrie 1992 - Label: Nothing Records                | —                 | —                 | —                 | —                 | 25                | UK: Platină              |
| 2013 | Live 2013 (EP) - Lansat: 10 septembrie 2013 - Label: Self-released            | —                 | —                 | —                 | —                 | —                 |                          |
| 2014 | Seed Eight (EP) - Lansat: 21 ianuarie 2014 - Label: Self-released             | —                 | —                 | —                 | —                 | —                 |                          |
| 2014 | Recoiled (EP) - Lansat: 24 februarie 2014 - Label: Cold Spring                | —                 | —                 | —                 | —                 | —                 |                          |

## Albume remix
| An                                       | Detalii album                                                             | Poziții în topuri | Poziții în topuri | Poziții în topuri | Poziții în topuri | Poziții în topuri | Certificări                               |
| An                                       | Detalii album                                                             | US                | CAN               | FRA               | UK                | NZ                | Certificări                               |
| ---------------------------------------- | ------------------------------------------------------------------------- | ----------------- | ----------------- | ----------------- | ----------------- | ----------------- | ----------------------------------------- |
| 1995                                     | Further Down the Spiral - Lansat: 1 iunie 1995 - Label: Nothing Records   | 23                | 46                | —                 | —                 | —                 | \| US: \| Aur[13] \| \| UK: \| Aur[14] \| |
| 2000                                     | Things Falling Apart - Lansat: 21 noiembrie 2000 - Label: Nothing Records | 67                | —                 | —                 | 98                | —                 |                                           |
| 2007                                     | Year Zero Remixed - Lansat: 20 noiembrie 2007 - Label: Interscope Records | 77                | —                 | 183               | 160               | —                 |                                           |
| "—" denotes releases that did not chart. |                                                                           |                   |                   |                   |                   |                   |                                           |
| US:                                      | Aur                                                                       |                   |                   |                   |                   |                   |                                           |
| UK:                                      | Aur                                                                       |                   |                   |                   |                   |                   |                                           |

## Albume live
| An   | Detalii                                                                                                   | Poziții în topuri | Poziții în topuri | Poziții în topuri | Poziții în topuri | Poziții în topuri | Conținut |
| An   | Detalii                                                                                                   | US                | AUT               | FRA               | GER               | UK                | Conținut |
| ---- | --- | ----------------- | ----------------- | ----------------- | ----------------- | ----------------- | --- |
| 2002 | And All That Could Have Been - Released: 22 ianuarie 2002 - Label: Nothing Records - Format: CD, DVD, VHS | 26 37             | 21                | 29                | 45                | 54                | Live recordings from the 2000 Fragility v2.0 Tour. The limited-edition CD was packaged with a bonus disc titled Still, which has also been sold separately through Nine Inch Nails' website. |

## Videoclipuri live
| An   | Detalii | Poziții în topuri | Poziții în topuri | Poziții în topuri | Poziții în topuri | Poziții în topuri | Content |
| An   | Detalii | US                | AUT               | FRA               | GER               | UK                | Content |
| ---- | --- | ----------------- | ----------------- | ----------------- | ----------------- | ----------------- | --- |
| 1997 | Closure - Released: 25 noiembrie 1997 - Label: Nothing Records - Format: VHS, ISO image                     | —                 | —                 | —                 | —                 | —                 | Live and backstage recordings from the 1994–1996 Self Destruct Tour, as well as all music videos from 1989–1997 except "Burn."                                                               |
| 2002 | And All That Could Have Been - Released: 22 ianuarie 2002 - Label: Nothing Records - Format: CD, DVD, VHS   | 26 37             | 21                | 29                | 45                | 54                | Live recordings from the 2000 Fragility v2.0 Tour. The limited-edition CD was packaged with a bonus disc titled Still, which has also been sold separately through Nine Inch Nails' website. |
| 2007 | Beside You in Time - Released: 27 februarie 2007 - Label: Interscope Records - Format: DVD, HD DVD, Blu-ray | 1                 | —                 | —                 | 99                | —                 | Live recordings from the 2006 Live: With Teeth Tour, as well as two music videos and several rehearsal clips from 2005.                                                                      |
| 2009 | Another Version of the Truth - Released: 25 decembrie 2009 - Label: Self-released - Format: DVD, Blu-ray    | —                 | —                 | —                 | —                 | —                 | Live recordings from the 2008 Lights in the Sky Tour, as well as several rehearsal clips and making-of featurettes.                                                                          |
| 2014 | Tension - Released: 8 aprilie 2014 - Label: Self-released - Format: DVD, Blu-ray, Digital                   | —                 | —                 | —                 | —                 | —                 | Live recording of a performance at the Staples Center in Los Angeles on November 8 during the Tension 2013 tour.                                                                             |

^ III Beside You in Time charted on Billboard's Top Video Charts, as it was a video release.

## Single-uri
| 1989                                     | "Down in It"                    | —      | 16 | —  | —  | —  | — | —  | —  | —  | —  | —  | —  | Pretty Hate Machine |
| 1990                                     | "Head Like a Hole"              | 109[A] | 28 | —  | —  | —  | — | —  | —  | —  | —  | 45 | —  | Pretty Hate Machine |
| 1990                                     | "Sin"                           | —      | —  | —  | —  | —  | — | —  | —  | —  | —  | 35 | —  | Pretty Hate Machine |
| 1994                                     | "March of the Pigs"             | 59     | —  | 98 | —  | 20 | — | —  | —  | —  | —  | 45 | —  | The Downward Spiral |
| 1994                                     | "Closer"                        | 41     | 11 | 3  | —  | 5  | 5 | 12 | —  | —  | —  | 25 | —  | The Downward Spiral |
| 1997                                     | "The Perfect Drug"              | 46     | 11 | 48 | —  | 2  | 2 | 13 | 7  | —  | 48 | 43 | 32 | Lost Highway OST    |
| 1999                                     | "The Day the World Went Away"   | 17     | —  | 31 | —  | 1  | — | —  | —  | —  | —  | —  | 15 | The Fragile         |
| 1999                                     | "We're in This Together"        | —      | 11 | —  | —  | —  | — | —  | —  | —  | —  | 39 | —  | The Fragile         |
| 2005                                     | "The Hand That Feeds"           | 31     | 1  | —  | 41 | 1  | — | 15 | 15 | 28 | 36 | 7  | —  | With Teeth          |
| 2005                                     | "Only"                          | 90     | 1  | —  | 87 | 23 | — | —  | —  | 45 | —  | 12 | —  | With Teeth          |
| 2006                                     | "Every Day Is Exactly the Same" | 56     | 1  | —  | —  | 1  | — | —  | —  | —  | —  | —  | —  | With Teeth          |
| 2007                                     | "Survivalism"                   | 68     | 1  | —  | 63 | 1  | — | 15 | 7  | —  | —  | 29 | —  | Year Zero           |
| 2013                                     | "Came Back Haunted"             | 109[A] | 7  | —  | —  | 94 | — | —  | —  | —  | —  | —  | —  | Hesitation Marks    |
| "—" denotes releases that did not chart. |                                 |        |    |    |    |    |   |    |    |    |    |    |    |                     |

## Single-uri promoționale
| 1992                                     | "Happiness in Slavery" | 13 | —  | — | —   | Broken                      |
| 1993                                     | "Wish"                 | 25 | —  | — | —   | Broken                      |
| 1994                                     | "Burn"                 | —  | —  | — | —   | Natural Born Killers OST    |
| 1994                                     | "Piggy"                | 20 | —  | — | —   | The Downward Spiral         |
| 1995                                     | "Hurt"                 | 8  | —  | 8 | —   | The Downward Spiral         |
| 1999                                     | "Into the Void"        | 11 | —  | — | —   | The Fragile                 |
| 2000                                     | "Starfuckers, Inc."    | 39 | —  | — | —   | The Fragile                 |
| 2001                                     | "Deep"                 | 18 | —  | — | —   | Lara Croft: Tomb Raider OST |
| 2007                                     | "Capital G"            | 6  | 89 | — | 140 | Year Zero                   |
| 2008                                     | "Discipline"           | 6  | —  | — | —   | The Slip                    |
| 2013                                     | "Copy of A"            | —  | —  | — | —   | Hesitation Marks            |
| 2013                                     | "Everything"           | —  | —  | — | —   | Hesitation Marks            |
| "—" denotes releases that did not chart. |                        |    |    |   |     |                             |

## Cronologie
| Pretty Hate Machine era (1989–1990) - Halo 1: "Down in It" (1989) - Halo 2: Pretty Hate Machine (1989) - Halo 2R: Pretty Hate Machine: Remastered (2010) - Halo 3: "Head Like a Hole" (1990) - Halo 4: "Sin" (1990) Broken era (1992–1993) - Halo 5: Broken (1992) - Halo 6: Fixed (1992) The Downward Spiral era (1994–1997) - Halo 7: "March of the Pigs" (1994) - Halo 8: The Downward Spiral (1994) - Halo 8 DE: The Downward Spiral: Deluxe Edition, reissue - Halo 8 DVD-A: The Downward Spiral: DualDisc, reissue - Halo 9: "Closer To God" (1994) - Halo 10: Further Down the Spiral (1995) - Halo 10 v2: Further Down the Spiral, European/Australian/Japanese release - Halo 11: "The Perfect Drug" (1997) - Halo 12: Closure (1997) The Fragile era (1999–2002) - Halo 13: "The Day the World Went Away" (1999) - Halo 14: The Fragile (1999) - Halo 15: "We're in This Together" (1999) - Halo 16: Things Falling Apart (2000) - Halo 17: And All That Could Have Been (2002), Limited Edition packaged with Halo 17b - Halo 17a: And All That Could Have Been, Live CD - Halo 17b: Still, Limited Edition Bonus CD | With Teeth era (2005–2007) - Halo 18: "The Hand That Feeds" (2005) - Halo 19: With Teeth (2005) - Halo 19 DVD-A: With Teeth, DualDisc release - Halo 20: "Only" (2005) - Halo 21: "Every Day Is Exactly the Same" (2006) - Halo 22: Beside You in Time (2007) - Halo 22 HD: Beside You in Time, Live Blu-ray Year Zero era (2007) - Halo 23: "Survivalism" - Halo 24: Year Zero - Halo 25: Year Zero Remixed Ghosts era (2008) - Halo 26: Ghosts I–IV, digital download - Halo 26 CD: Ghosts I–IV, 2× CD - Halo 26 V: Ghosts I–IV, 4× vinyl - Halo 26 DE: Ghosts I–IV, Deluxe Edition - Halo 26 LE: Ghosts I–IV, Ultra-Deluxe Limited Edition The Slip era (2008) - Halo 27: The Slip - Halo 27 CD-LE: The Slip, Limited Edition CD with bonus DVD Hesitation Marks era (2013) - Halo 28: Hesitation Marks - Halo 28dcd: Hesitation Marks, Deluxe Edition |

## Clipuri video
| An   | Cântec                          | Regizor                             | Note |
| ---- | ------------------------------- | ----------------------------------- | --- |
| 1989 | "Down in It"                    | Eric Zimmerman Benjamin Stokes      | |
| 1990 | "Head Like a Hole"              | Eric Zimmerman                      | The audio is the remix "Head Like a Hole (clay)".                                                                            |
| 1990 | "Sin"                           | Brett Turnbull                      | |
| 1992 | "Pinion"                        | Eric Goode Serge Becker             | |
| 1992 | "Wish"                          | Peter Christopherson                | |
| 1992 | "Help Me I Am in Hell"          | Eric Goode Serge Becker             | Never aired. |
| 1992 | "Happiness in Slavery"          | Jon Reiss                           | Never aired. |
| 1992 | "Gave Up"                       | Jon Reiss                           | Two versions, neither aired. One is a performance video with Marilyn Manson, another is the conclusion to the "Broken Movie" |
| 1994 | "March of the Pigs"             | Peter Christopherson Trent Reznor   | |
| 1994 | "Closer"                        | Mark Romanek                        | Two versions: Original Version, and Nothing Version (unedited and edited, respectively).                                     |
| 1994 | "Burn"                          | Hank Corwin Trent Reznor            | |
| 1995 | "Hurt"                          | Simon Maxwell                       | Video never completed. |
| 1997 | "Wish (live)"                   |                                     | |
| 1997 | "Eraser (live)"                 |                                     | Never aired. |
| 1997 | "The Perfect Drug"              | Mark Romanek                        | |
| 1999 | "The Day the World Went Away"   | Tomato                              | Never completed. The original clips compiled with live shots appear on Quiet Version                                         |
| 1999 | "We're in This Together"        | Mark Pellington                     | Three versions: Short, Long, and Mark Pellington Edit.                                                                       |
| 2000 | "Into the Void"                 | Walter Stern Jeff Richter           | An alternate version of the video was later released.                                                                        |
| 2000 | "Starsuckers, Inc."             | Robert Hales Brian Warner           | |
| 2001 | "Deep"                          | Enda McCallion                      | |
|      | "Gone, Still"                   | Trent Reznor                        | Live performance of Still material.                                                                                          |
|      | "The Becoming"                  | Trent Reznor                        | Live performance of Still material.                                                                                          |
|      | "Something I Can Never Have"    | Trent Reznor                        | Live performance of Still material.                                                                                          |
|      | "The Frail/The Wretched"        | Rob Sheridan                        | Video created from live performance footage.                                                                                 |
| 2005 | "The Hand That Feeds"           | Rob Sheridan                        | Debuted on the official Nine Inch Nails website.                                                                             |
| 2005 | "Only"                          | David Fincher                       | 90–95% CGI. |
| 2006 | "Every Day Is Exactly the Same" | Francis Lawrence                    | Video never completed. |
| 2007 | "Survivalism"                   | Alex Lieu Rob Sheridan Trent Reznor | First circulated via a USB flash drive planted at a Nine Inch Nails concert.                                                 |
| 2013 | "Came Back Haunted"             | David Lynch                         | |

Broken, the unreleased short film directed by Peter Christopherson, contains the videos for "Pinion", "Wish", and "Happiness in Slavery" as well as a video for "Help Me I am in Hell" and a different video for "Gave Up" than the one on Closure. The short film contains graphic depictions of a seemingly helpless victim being tortured and forced to watch Nine Inch Nails videos.

## Diverse

### Coloane sonore
| An   | Cântec                                                                      | Coloana sonoră              | Note |
| ---- | --------------------------------------------------------------------------- | --------------------------- | --- |
| 1994 | "Dead Souls"                                                                | The Crow OST                | Joy Division cover, also appears on The Downward Spiral: Deluxe Edition and the Japanese edition of The Downward Spiral.                                                                                        |
| 1994 | "Burn", "Something I Can Never Have (Edited and Extended)" & "A Warm Place" | Natural Born Killers OST    | "Burn" later appeared on The Downward Spiral: Deluxe Edition. |
| 1996 | Sound effects and ambient music                                             | Quake                       | Credited to Trent Reznor and Nine Inch Nails. |
| 1997 | "The Perfect Drug", "Driver Down", and "Videodrones; Questions"             | Lost Highway OST            | "The Perfect Drug" also appears on the European release of "The Perfect Drug" Versions and in a slightly extended version on "We're in This Together". Also, the other two tracks are credited to Trent Reznor. |
| 2001 | "Deep"                                                                      | Lara Croft: Tomb Raider OST | |
| 2009 | "Theme for Tetsuo: The Bullet Man"                                          | Tetsuo: The Bullet Man      | Plays over end credits of film. Credited to Trent Reznor (Composer), Nine Inch Nails (Performance) |

### Remixe-uri
| An   | Cântec                                | Artist                  | Album                              | Note |
| ---- | ------------------------------------- | ----------------------- | ---------------------------------- | --- |
| 1994 | "Light (Fat Back Dub)"                | KMFDM                   | "Light" (single)                   | |
| 1997 | "I'm Afraid of Americans" (V1–V4, V6) | David Bowie             | "I'm Afraid of Americans" (single) | Reznor added his vocals to the chorus (making it a duet with Bowie), he also appeared in the music video.                               |
| 1998 | "Victory (Nine Inch Nails Remix)"     | Puff Daddy & The Family | Victory: Remixes                   | |
| 1998 | "Democracy (NIN Remix)"               | Killing Joke            | Wardance: The Remixes              | Alternate versions of this remix appear on the "Democracy" single and promo, credited to Charlie Clouser, Dave Ogilvie and Danny Lohner |

### Tribute Songs
Nine Inch Nails has also contributed cover songs to tribute albums.
| Year | Song          | Artist | Album                    | Notes |
| ---- | ------------- | ------ | ------------------------ | ----- |
| 2011 | "Zoo Station" | U2     | AHK-toong BAY-bi Covered |       |